# Joe Anderson (Politiker)

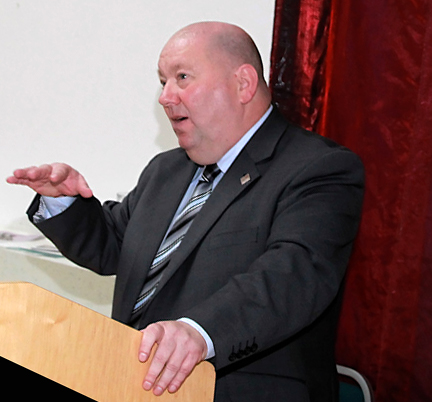
Joe Anderson

Joseph „Joe“ Anderson OBE (geboren am 24. Januar 1958 in Liverpool) ist ein britischer Politiker der Labour Party. Er ist der erste direkt gewählte Bürgermeister (Mayor) von Liverpool.

## Politische Karriere
Anderson wurde erstmals 1998 in den Liverpooler Stadtrat gewählt. 2003 wurde er Fraktionsvorsitzender für Labour und 2010 Vorsitzender des Stadtrats, nachdem Labour die Mehrheit gewonnen hatte. Am 3. Mai 2012 wurde Anderson erstmals als Bürgermeister von Liverpool gewählt. Er gewann auch die nächste Wahl im Mai 2016 mit 52,6 % der abgegebenen Stimmen. Bei seiner ersten Wahl bekam er 57 % der Stimmen.
Im Jahr 2012 wurde Anderson von der britischen Königin, an deren offizieller Geburtstagsfeier im Juni, zum Officer of the Order of the British Empire (OBE) ernannt.